# A Prisoner of the Harem
Pour plus de détails, voir Fiche technique et Distribution.
A Prisoner of the Harem est un film américain sorti en 1912, réalisé en Égypte, durant l'hiver 1912 par Sidney Olcott avec Jack J. Clark et Gene Gauntier dans les rôles principaux.

## Fiche technique
- Réalisation : Sidney Olcott
- Scénario : Alexander Powell
- Production : Kalem
- Distribution : General Film Company
- Photographie : George K. Hollister
- Décors : Allen Farnham
- Longueur : 317 m
- Date de sortie : 
  - États-Unis : 19 juillet 1912

## Distribution
- Gene Gauntier : Alice Durand
- Jack J. Clark : le touriste
- Robert Vignola : le Pacha
- Alice Hollister : Zorah

## Anecdotes
Le film a été tourné en Égypte à Louxor durant le premier trimestre 1912.